# 87-й окремий стрілецький полк (РФ)
87-й окремий стрілецький полк (87 ОСП, в/ч 34479) — незаконне збройне формування 1-го армійського корпусу ДНР.

## Історія
Сформований у лютому 2022 році як 119-й стрілецький полк у ході мобілізації в самопроголошеній Донецькій Народній Республіці на окупованій Донеччині.
У січні 2023 року після офіційного включення підрозділів 1 АК до складу Збройних сил Російської Федерації полк став носити номер 87.
87-й окремий стрілецький полк брав участь у боях за Авдіївку у 2023—2024 рр., наступаючи на місто з півдня на ділянці фронту від селища Опитне та до промислового району на південному сході Авдіївки.